# Ranunculus obtruncatus
Ranunculus obtruncatus är en ranunkelväxtart som först beskrevs av Georg Gunnar Marklund, och fick sitt nu gällande namn av S. Ericsson. Ranunculus obtruncatus ingår i släktet ranunkler, och familjen ranunkelväxter. Inga underarter finns listade i Catalogue of Life.